# Maler der Agora-Chairias-Schalen

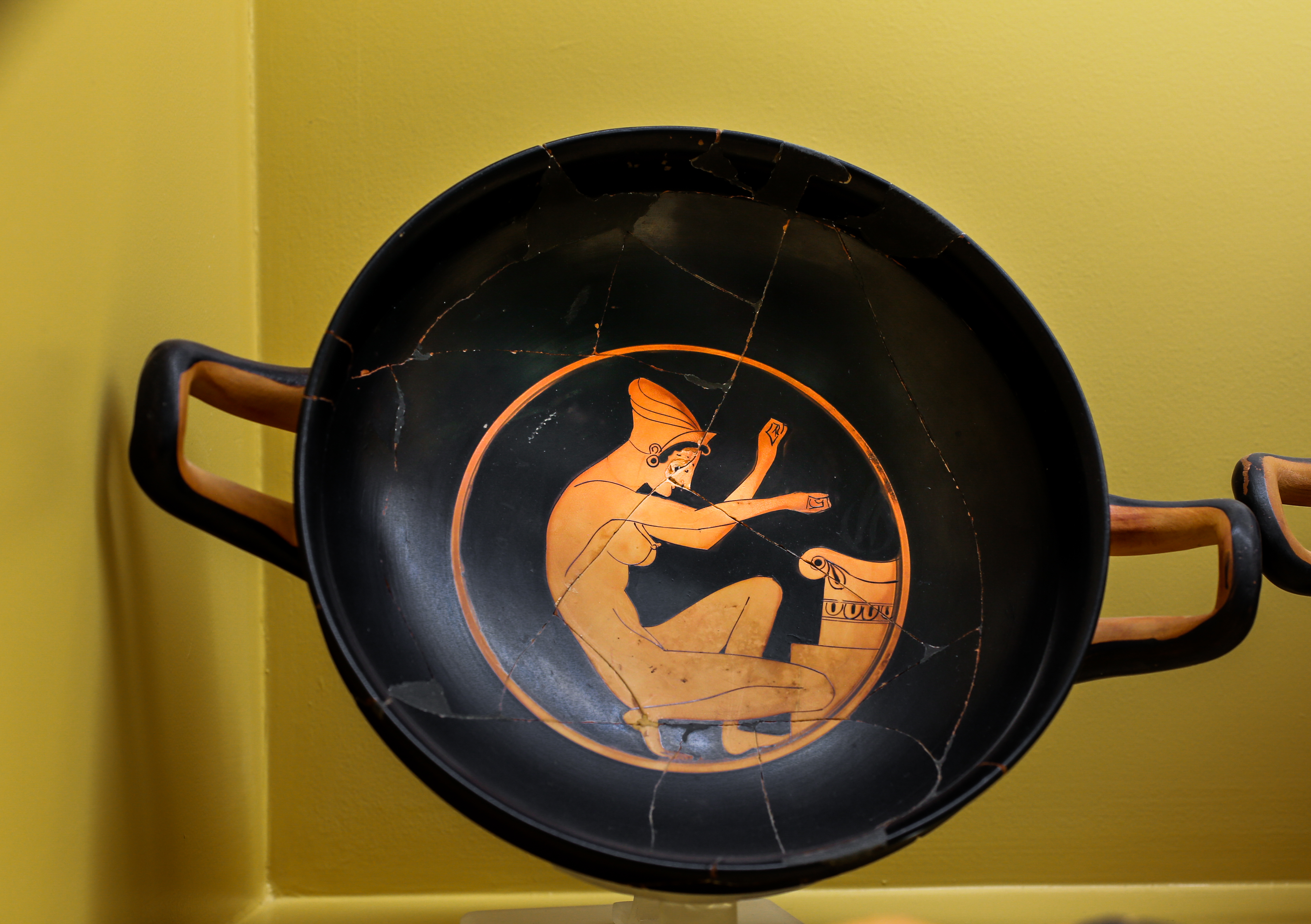
Nackte Hetäre mit einem Sakkos auf dem Kopf, kniend vor einem Altar mit einem Kranz in den Händen; um 500/490 v. Chr., Agora-Museum

Der Maler der Agora-Chairias-Schalen beziehungsweise Gruppe der Agora-Chairias-Schalen  war ein griechischer Vasenmaler, der gegen Ende des 6., Anfang des 5. Jahrhunderts v. Chr. in Athen tätig war.
Der Maler der Agora-Chairias-Schalen gehörte zu den relativ frühen rotfigurigen Schalenmalern. Seine Schaffenszeit wird von verschiedenen Forschern leicht variierend etwa in das letzte Jahrzehnt des 6. beziehungsweise in das erste Jahrzehnt des 5. Jahrhunderts v. Chr. angesetzt. Sein Name ist nicht überliefert, weshalb ihn John D. Beazley, der seine künstlerische Handschrift innerhalb des großen überlieferten Korpus antiker bemalter Keramik erkannt und definiert hat, mit einem Notnamen unterscheidbar gemacht hat. Diesen Notnamen erhielt er nach fünf Namenvasen, die bei Ausgrabungen in Athen gefunden und heute im Agora-Museum verwahrt werden. Vier davon tragen als Beischrift den Lieblingsnamen ΧΑΙΡΙΑΣ (Chairias), zum Teil fragmentiert, zum Teil mit dem Zusatz ΚΑΛΟΣ ([ist] schön). Beazley schreibt ihm zudem zwei weitere Vasen zu. Hinzu kommen weitere sechs Schalen und Fragmente von Schalen, die in verschiedenen Formen zu ihm in direkte Beziehung gesetzt wurden. Das Beazley Archive führt den Maler heute als Gruppe der Agora-Chairias-Schalen. Zeitweise führte Beazley ihn als Maler beziehungsweise Gruppe von Agora P 24102 sowie Agora-Chairias-Gruppe.
Die Werke des Malers der Agora-Chairias-Schalen sind vergleichsweise leicht an ihren stilistischen Besonderheiten zu erkennen. Er hat eine Vorliebe für die Darstellung propperer Frauenfiguren, die er künstlerisch ansprechend darzustellen weiß.